# Cocoa (API)
Cocoa là giao diện lập trình ứng dụng hướng đối tượng gốc (API) của Apple cho hệ điều hành máy tính để bàn macOS.
Cocoa bao gồm các khuôn khổ Foundation Kit, Application Kit và Core Data, như được bao gồm trong Cocoa.htệp tiêu đề, và các thư viện và khuôn khổ được bao gồm trong đó, chẳng hạn như thư viện chuẩn C và thời gian chạy Objective-C.
Các ứng dụng ca cao thường được phát triển bằng cách sử dụng các công cụ phát triển do Apple cung cấp, cụ thể là Xcode (trước đây là Project Builder) và Interface Builder (hiện là một phần của Xcode), sử dụng ngôn ngữ lập trình Objective-C hoặc Swift. Tuy nhiên, môi trường lập trình Cocoa có thể được truy cập bằng các công cụ khác, chẳng hạn như Clozure CL, LispWorks, Object Pascal, Python, Perl, Ruby và AppleScript với sự hỗ trợ của các cơ chế cầu nối như PasCocoa, PyObjC, CamelBones, RubyCocoa và Cầu D / Objective-C. Một triển khai ngôn ngữ Ruby có tên MacRuby, loại bỏ nhu cầu về cơ chế cầu nối, trước đây được Apple phát triển, trong khi Nu là một ngôn ngữ giống Lisp có thể được sử dụng với Cocoa mà không cần cầu nối. Cũng có thể viết các chương trình Objective-C Cocoa trong một trình soạn thảo văn bản đơn giản và xây dựng nó theo cách thủ công với Bộ sưu tập trình biên dịch GNU (GCC) hoặc Clang từ dòng lệnh hoặc từ tệp trang.
Đối với người dùng cuối, các ứng dụng Cocoa là những ứng dụng được viết bằng môi trường lập trình Cocoa. Các ứng dụng như vậy thường có giao diện quen thuộc, vì môi trường lập trình Cocoa tự động hóa nhiều khía cạnh của ứng dụng để tuân thủ các nguyên tắc về giao diện người của Apple.
Đối với iOS, tvOS và watchOS, tồn tại một API tương tự, có tên là Cocoa Touch, bao gồm nhận dạng cử chỉ, hoạt ảnh và một tập hợp các phần tử điều khiển đồ họa khác. Nó được sử dụng trong các ứng dụng dành cho các thiết bị của Apple như iPhone, iPad, iPod Touch, Apple TV và Apple Watch.